# Gallate de propyle
Le gallate de propyle ou 3,4,5-trihydroxybenzoate de propyle est un ester carboxylique de formule C10H12O5, formé par la condensation de l'acide gallique et du propanol. 
C'est un additif alimentaire portant le numéro E310. Depuis 1948, cet antioxydant a été ajouté aux aliments contenant des huiles et des graisses afin d'éviter leur oxydation. Il est aussi utilisé comme désactivateur à l'état triplet et dans la microscopie à fluorescence pour ralentir le blanchiment des échantillons (rhodamine ou fluorescéine). 